# 오노자와 도시키
오노자와 도시키(일본어: 斧澤 隼輝, 1998년 6월 2일 ~ )는 일본의 축구 선수이다.

## 구단 경력
그는 2016년부터 2021년까지 J리그의 세레소 오사카, 기라반츠 기타큐슈에서 활동하였다.